# Lucas Perrin
Lucas Perrin (Marsella, 19 de noviembre de 1998) es un futbolista francés que juega en la posición de defensa para el Real Sporting de Gijón de la Segunda División de España.

## Trayectoria
Después de su paso con las divisiones inferiores del Olympique de Marsella, con 62 apariciones y 3 goles, firmó su primer contrato profesional en julio de 2018. Debido a la expulsión de Boubakar Kamara en un encuentro de Ligue 1 ante el Montpellier H. S. C. el 21 de septiembre de 2019, debutó en el primer equipo como titular ante el Dijon F. C. O. jugando los 90 minutos. El encuentro acabó en empate a cero.
En julio de 2021 fue cedido una temporada al R. C. Estrasburgo. Antes de acabarla fue adquirido en propiedad y firmó un contrato de tres años de duración. Llegó a jugar un total de 94 partidos con el club antes de marcharse en agosto de 2024 al Hamburgo S. V. En sus primeros meses en Alemania disputó seis encuentros y en enero fue cedido al Círculo de Brujas.
El 7 de julio de 2025 se anunció su incorporación al Real Sporting de Gijón hasta 2027.

## Clubes
| Club                        | País     | Año       |
| --------------------------- | -------- | --------- |
| Olympique de Marsella       | Francia  | 2018-2022 |
| Racing Estrasburgo (cedido) | Francia  | 2021-2022 |
| Racing Estrasburgo          | Francia  | 2022-2024 |
| Hamburgo S. V.              | Alemania | 2024-2025 |
| Círculo de Brujas (cedido)  | Bélgica  | 2025      |
| Real Sporting de Gijón      | España   | 2025-     |